# Proales daphnicola
Proales daphnicola är en hjuldjursart som beskrevs av Thompson 1892. Proales daphnicola ingår i släktet Proales och familjen Proalidae. Inga underarter finns listade i Catalogue of Life.